# Orthophytum lanuginosum
Orthophytum lanuginosum là một loài thực vật có hoa trong họ Bromeliaceae. Loài này được Leme & C.C.Paula mô tả khoa học đầu tiên năm 2005.